# Anna Torv
Anna Torv (Melbourne, Ausztrália, 1979. június 7. – ) ausztrál színésznő.
Legismertebb szerepe Olivia Dunham FBI-ügynök A rejtély (2008–2013) című amerikai televíziós sorozatban, mellyel négy egymást követő évben Szaturnusz-díjat kapott legjobb televíziós színésznő kategóriában. Emlékezetesebb alakítása volt Dr. Wendy Carr a Netflix Mindhunter – Mit rejt a gyilkos agya (2017–2019) című bűnügyi sorozatában.

## Fiatalkora
Anna Torv Melbourne-ben született, és a queenslandi Gold Coast-ban nőtt fel öccsével, Dylan-nel. Szülei Susan és Hans Torv. Édesapja észt felmenőkkel rendelkezik, de ő maga a skóciai Stirling-ben született. Anna nyolcéves kora után elidegenedett apjától. Apai ágról a nagynénje Anna Maria Torv Murdoch Mann író, aki 31 évig élt házasságban a milliárdos médiamogullal, Rupert Murdoch-kal.
1996-ban végzett a Benowa Állami Középiskolában és 2001-ben az Ausztrál Nemzeti Színművészeti Egyetemen.

## Pályafutása
Karrierje első éveiben többnyire csak ausztrál filmekben és sorozatokban játszott, 2007-ben viszont szerepet kapott a BBC Szeretők című sorozatában, és a Heavenly Sword című videójáték főhősének is ő kölcsönözte a hangját.
2008-ban őt választották ki az amerikai FOX csatorna A rejtély című induló sorozatába, Olivia Dunham FBI-ügynök szerepére. Négy alkalommal nyert Szaturnusz-díjat legjobb televíziós színésznő kategóriában.
2010-ben az HBO minisorozatában, a The Pacific – A hős alakulat egy epizódjában szerepelt.

## Magánélete
2008 decemberében feleségül ment Mark Valley színészhez, akivel akkoriban még együtt játszottak A rejtély című sorozatban (Markot az Anna által alakított Olivia Dunham FBI-ügynök partnere, John Scott ügynök szerepében láthattuk.) Egy év házasság után különköltöztek, és 2010-ben elváltak.

## Filmográfia

### Film
| Év   | Magyar cím                    | Eredeti cím                | Szerep             |
| ---- | ----------------------------- | -------------------------- | ------------------ |
| 2003 |                               | Travelling Light           | Debra Fowler       |
| 2006 |                               | The Book of Revelation     | Bridget / Gertrude |
| 2014 | Mennyei kard                  | Heavenly Sword             | Nariko (hangja)    |
| 2014 |                               | Love Is Now                | Virginia Grey      |
| 2015 | Apa és lánya                  | The Daughter               | Anna               |
| 2017 |                               | Stephanie                  | Jane               |
| 2023 |                               | Scarygirl                  | Őrző (hangja)      |
| 2024 | A természet ereje – Aszály 2. | Force of Nature: The Dry 2 | Alice Russell      |

### Televízió
| Év        | Magyar cím                           | Eredeti cím            | Szerep                    | Megjegyzések                              |
| --------- | ------------------------------------ | ---------------------- | ------------------------- | ----------------------------------------- |
| 2002      |                                      | White Collar Blue      | szomszéd                  | tévéfilm                                  |
| 2002      | Oroszlánkölykök                      | Young Lions            | Irena Nedov               | 13 epizód                                 |
| 2004      | McLeod lányai                        | McLeod's Daughters     | Jasmine McLeod            | 2 epizód                                  |
| 2004–2005 | Titkos életünk                       | The Secret Life of Us  | Nikki Martel              | főszereplő (20 epizód)                    |
| 2007      |                                      | Frankenstein           | nővér                     | tévéfilm                                  |
| 2008      | Szeretők                             | Mistresses             | Alex                      | 5 epizód                                  |
| 2008–2013 | A rejtély                            | Fringe                 | Olivia Dunham             | főszereplő (100 epizód)                   |
| 2010      | The Pacific – A hős alakulat         | The Pacific            | Virginia Grey             | - 1 epizód - magyar hangja: - Peller Anna |
| 2011      |                                      | CollegeHumor Originals | Alia rendőr               | 1 epizód                                  |
| 2013      |                                      | Open                   | Windsor                   | HBO próbaepizód                           |
| 2015      |                                      | Deadline Gallipoli     | Lady Gwendoline Churchill | minisorozat (2 epizód)                    |
| 2016–2019 | Titkok a város mögött                | Secret City            | Harriet Dunkley           | visszatérő szereplő (12 epizód)           |
| 2017–2019 | Mindhunter – Mit rejt a gyilkos agya | Mindhunter             | Dr. Wendy Carr            | főszereplő (17 epizód)                    |
| 2023      | The Last of Us                       | The Last of Us         | Tess                      | 3 epizód                                  |

### Videójátékok
| Év   | Cím            | Szerep | Megjegyzések           |
| ---- | -------------- | ------ | ---------------------- |
| 2007 | Heavenly Sword | Nariko | hang és motion capture |

## Díjak és jelölések
| Év   | Díj                | Kategória                                     | Jelölt mű    | Eredmény |
| ---- | ------------------ | --------------------------------------------- | ------------ | -------- |
| 2009 | Szaturnusz-díj     | legjobb televíziós színésznő                  | A rejtély    | Elnyerte |
| 2009 | Teen Choice Awards | legjobb televíziós színésznő (fantasy/sci-fi) | A rejtély    | Jelölve  |
| 2010 | Szaturnusz-díj     | legjobb televíziós színésznő                  | A rejtély    | Elnyerte |
| 2011 | Szaturnusz-díj     | legjobb televíziós színésznő                  | A rejtély    | Elnyerte |
| 2012 | Szaturnusz-díj     | legjobb televíziós színésznő                  | A rejtély    | Elnyerte |
| 2013 | Szaturnusz-díj     | legjobb televíziós színésznő                  | A rejtély    | Jelölve  |
| 2016 | AACTA Awards       | legjobb női mellékszereplő                    | Apa és lánya | Jelölve  |

## Fordítás
- Ez a szócikk részben vagy egészben  az   Anna Torv című angol Wikipédia-szócikk fordításán alapul.  Az eredeti cikk szerkesztőit annak laptörténete sorolja fel. Ez a jelzés csupán a megfogalmazás eredetét és a szerzői jogokat jelzi, nem szolgál a cikkben szereplő információk forrásmegjelöléseként.